# 圣马洛德菲利
圣马洛德菲利（法語：Saint-Malo-de-Phily，法語發音：[sɛ̃ malo də fili]）是法国伊勒-维莱讷省的一个市镇，位于该省南部略偏西，属于勒东区。

## 地理
圣马洛德菲利（47°52'38"N, 1°47'19"W）面积18.77 平方千米，位于法国布列塔尼大區伊勒-维莱讷省，该省份为法国西北部沿海省份，位于布列塔尼半岛东部，北濒大西洋，西接阿摩尔滨海省和莫尔比昂省，南至大西洋卢瓦尔省，西南端接曼恩-卢瓦尔省，东临马耶讷省，东北与芒什省接壤。
与圣马洛德菲利接壤的市镇（或旧市镇、城区）包括：吉尼昂、梅尔内勒、普莱沙泰勒、圣瑟努、吉普里-梅萨克。
圣马洛德菲利的时区为UTC+01:00、UTC+02:00（夏令时）。

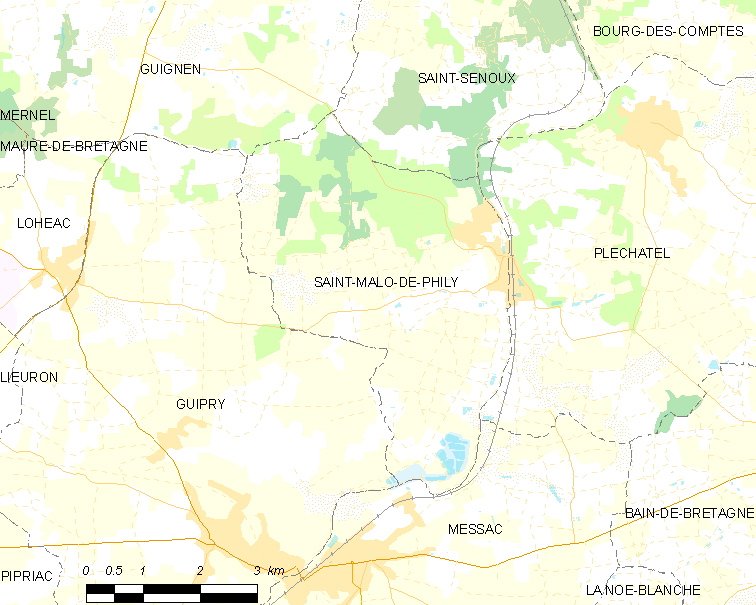
圣马洛德菲利的OSM定位图

## 行政
圣马洛德菲利的邮政编码为35480，INSEE市镇编码为35289。

## 政治
圣马洛德菲利所属的省级选区为勒东县。

## 交通
伊勒-维莱讷省省道D42线、D49线和D77线在境内交汇。

## 人口

1962-2008年间圣马洛德菲利人口变化图示

圣马洛德菲利于2022年1月1日时的人口数量为1074人。